# Outrunners
OutRunners är ett arkadracingspel utvecklat av Sega (antagligen dess underavdelning AM1) avsett att köras på en eller upp till åtta sammankopplade arkadmaskiner av typen Sega System 32 Multi. OutRunners är det tredje spelet i Out Run-serien. Det har portats till Sega Mega Drive.

## Musik
OutRunners inkluderar all musik från originalspelet Out Run samt ny musik.
Spelet är det första kända med en pratande DJ i spelet (Jake Elwood) och tillät spelaren att byta låt och radiostation under spelets gång.

## Portningar
En port av spelet gjordes till Sega Mega Drive och släpptes av Data East. Skärmen i spelet var tuspjälkad, även i enspelarläge då den ena delen visade spelaren och den andra visade datorn, något som många köpare klagade på. Grafiken blev anpassad till 16-bitars konsolen men i övrigt behölls allt annat från arkadversionen.